# The Marbles
The Marbles — английский рок-дуэт, состоявший из Грэма Боннета и Тревора Гордона, которые работали между 1968 и 1969 годами. Их единственными известными синглами были «Only One Woman» и «The Walls Fell Down». Они также стали связанными с членами Bee Gees Барри, Робином и Морисом Гиббом в то время.
«Only One Woman» достигла 5-го места в британском чарте в ноябре 1968 года. Дуэт распался в 1969 году. Вскоре после их раскола, в 1970 году, был выпущен их единственный одноимённый aльбом.

## История
Боннет и Гордон двоюродные братья. Грэм родился в Скегнессе, Линкольншир, Англия, хотя его веб-страница в память о штатах. Гордон родился 18 мая 1948 года в Блэкпуле, Ланкашир. В то время как Боннет остался в Англии, Гордон вырос в Австралии, где он впервые встретился с «Bee Gees» в 1964 году,Bee Gees и Гордон записали «House Without Windows» и «And I’ll Be Happy»; Обе песни были написаны Барри Гиббом.
В 1965 году Гордон записал две другие композиции Барри Гибба: «Little Miss Rhytm and Blues» и «Here I Am». Гордон вернулся в Англию в 1966 году и записал один сингл как «Трев Гордон», затем вернулся в Австралию и снова вернулся в Англию в 1967 году, чтобы присоединиться к группе Грэма «Graham Bonnet’s Set». В 1968 году они стали The Marbles и подписали контракт на запись с импресарио австралийского лейбла звукозаписи, Робертом Стигвудом. Хотя Стигвуд подписал контракт только с Боннетом и Гордоном, барабанщик Стив Харди из Blue Sect / The Graham Bonnet’s Set продолжал работать с ними. Вокальная работа Харди была над песней "By the Light of the burning candle(изначально с вокалом Гордона, позже песня была переработана в июле 1968 года с вокалом Боннета).
Они подружились с братьями Гиббами, Барри, Робином и Морисом Гиббом из Bee Gees, которые написали для них шесть песен и дали несколько бэк-вокалов. «Only One Woman» была выпущена в Великобритании и США в августе 1968 года; сингл попал в пятерку лучших в Великобритании и стал их самым большим хитом. После выпуска дебютного сингла группы Боннет сделал репортеру замечание, что «Only One Woman» — немного скучная,Барри разозлился.Их второй сингл «The Walls Fell Down» достиг только номера 28 на том же графике. Но в Нидерландах он был более успешным, где он достиг 3-го места в топ-40 в апреле 1969 года. Их третий сингл «I Can’t See Nobody», кавер на песню Bee Gees 1967 года, которую аранжировал Джимми Горовиц, был выпущен только в Европе, за исключением Великобритании. В 1969 году Marbles распались. Их четвертый и последний сингл «Breaking Up it’s Hard To Do» (третий в Британии) не попал в чарты на международном уровне. «I can’t see nobody» был выбран в качестве би-сайда в Великобритании, «Daytime» в Европе и «Little Laughting Girl» в Америке. В августе 1970 года на лейбле Cotillion Records Marbles выпустили свой единственный одноименный альбом в Соединенных Штатах.
После раскола Боннет начал долгую сольную карьеру. С 1978 по 1980 год он был вокалистом «Rainbow» Ричи Блэкмора. В то время как Гордон выпустил один сольный альбом Alphabet, он позже стал учителем музыки и умер в 2013 году в Лондоне.

## Дискография

### Альбомы
The Marbles — 1970

### Сборники
Marble-ized — 1994

### Синглы
| Год  | Название                                              | Позиция в чартах | Позиция в чартах | Позиция в чартах | Позиция в чартах |
| Год  | Название                                              | UK               | NL               | AUS              | US               |
| ---- | ----------------------------------------------------- | ---------------- | ---------------- | ---------------- | ---------------- |
| 1968 | «Only One Woman» / «By the Light of a Burning Candle» | 5                | 3                | 23               | -                |
| 1969 | «The Walls Fell Down» / «Love You»                    | 28               | 3                | 71               | -                |
| 1969 | «I Can’t See Nobody» / «Little Boy»                   | -                | -                | -                | 128              |
| 1970 | «Breaking Up Is Hard to Do» / «I Can’t See Nobody»    | -                | -                | -                | -                |
| 1970 | «Breaking Up Is Hard to Do» / «Daytime»               | -                | -                | -                | -                |
| 1970 | «Breaking Up Is Hard to Do» / «Little Laughing Girl»  | -                | -                | -                | -                |